# Piet Keizer
Piet Keizer (Amszterdam, 1943. június 13. – 2017. február 10.) holland válogatott labdarúgó.

## Pályafutása

### Klubcsapatban
1961 és 1974 között 490 hivatalos Ajax mérkőzésen összesen 189 gólt szerzett. Elsősorban baloldalt játszott. Tagja volt az 1969-es BEK-döntős és a sorozatban háromszor BEK-győztes csapatnak (1971, 1972, 1973). Az Ajax játékosaként hatszor lett holland bajnok, négyszer hollandkupa-győztes, kétszer UEFA-szuperkupa győztes, és 1-1 alkalommal Intertoto-kupa győztes és interkontinentális győztes.
1973 augusztusában George Knobel vezetése alatt az Ajax játékosai egy titkos szavazáson a csapat kapitányává nevezték ki, megelőzve Johan Cruijff-t. Johan Cruijff néhány hét múlva csatlakozott a Barcelonához.
Az UEFA honlapján úgy jellemezte, hogy "a zseni a bal szélen, aki kiváló párja volt Johan Cruijffnak. " Maga Cruijff úgy írt róla önéletrajzi könyvében, hogy Keizer mint balszélső az ő kiváló párja volt.

### A válogatottban
1962 és 1974 között a holland válogatott tagjaként 34 mérkőzésen 11 gólt szerzett. 1962-ben debütált egy 8–0-s barátságos mérkőzésen. A holland válogatott tagjaként részt vett az 1974-es világbajnokságon, a Svédország elleni 0-0 alkalmával került be a kezdőcsapatba.
1974 októberében hirtelen visszavonult a labdarúgástól, nem sokkal azután, hogy az Ajax vezetője Hans Kraay lett.

## Magánélete
1967. június 13-án házasságot kötött Jenny Hoorman-nal. Egy fiuk született.
2017. február 10-én hosszan tartó betegség után hunyt el tüdőrákban.

## Sikerei, díjai
Ajax
- Holland bajnok (6): 1965–66, 1966–67, 1967–68, 1969–70, 1971–72, 1972–73
- Holland kupagyőztes (4): 1966–67, 1969–70, 1970–71, 1971–72
- Intertotó-kupa győztes (1): 1968
- BEK győztes (3): 1970–71, 1971–72, 1972–73
- UEFA-szuperkupa győztes (2): 1972, 1973
- Interkontinentális kupa győztes (1): 1972

Hollandia
- Világbajnoki ezüstérmes (1): 1974

## Statisztika

### Mérkőzései a holland válogatottban
| Hollandia | Hollandia            | Hollandia                        | Hollandia    | Hollandia | Hollandia        | Hollandia     | Hollandia | Hollandia      |
| #         | Dátum                | Helyszín                         | Hazai        | Eredmény  | Vendég           | Kiírás        | Gólok     | Esemény        |
| --------- | -------------------- | -------------------------------- | ------------ | --------- | ---------------- | ------------- | --------- | -------------- |
| 1.        | 1962. szeptember 5.  | Amszterdam, Olimpiai Stadion     | Hollandia    | 8 – 0     | Holland Antillák | barátságos    | 1         | 35'            |
| 2.        | 1962. szeptember 26. | Koppenhága, Idrætsparken Stadion | Dánia        | 4 – 1     | Hollandia        | barátságos    | -         |                |
| 3.        | 1963. október 20.    | Amszterdam, Olimpiai Stadion     | Hollandia    | 1 – 1     | Belgium          | barátságos    | 1         | 60'            |
| 4.        | 1963. október 30.    | Rotterdam, Feijenoord Stadion    | Hollandia    | 1 – 2     | Luxemburg        | NEK-selejtező | -         |                |
| 5.        | 1965. október 17.    | Amszterdam, Olimpiai Stadion     | Hollandia    | 0 – 0     | Svájc            | vb-selejtező  | -         |                |
| 6.        | 1966. április 17.    | Rotterdam, Feijenoord Stadion    | Hollandia    | 3 – 1     | Belgium          | barátságos    | 1         | 30'            |
| 7.        | 1966. május 11.      | Glasgow, Hampden Park            | Skócia       | 0 – 3     | Hollandia        | barátságos    | -         |                |
| 8.        | 1966. szeptember 7.  | Rotterdam, Feijenoord Stadion    | Hollandia    | 2 – 2     | Magyarország     | Eb-selejtező  | -         |                |
| 9.        | 1966. november 6.    | Amszterdam, Olimpiai Stadion     | Hollandia    | 1 – 2     | Csehszlovákia    | barátságos    | -         |                |
| 10.       | 1966. november 30.   | Rotterdam, Feijenoord Stadion    | Hollandia    | 2 – 0     | Dánia            | Eb-selejtező  | -         |                |
| 11.       | 1967. április 5.     | Lipcse, Zentralstadion           | NDK          | 4 – 3     | Hollandia        | Eb-selejtező  | 2         | 12' 65'        |
| 12.       | 1967. április 16.    | Antwerpen, Bosuilstadion         | Belgium      | 1 – 0     | Hollandia        | barátságos    | -         |                |
| 13.       | 1967. május 10.      | Budapest, Népstadion             | Magyarország | 2 – 1     | Hollandia        | Eb-selejtező  | -         |                |
| 14.       | 1967. szeptember 13. | Amszterdam, Olimpiai Stadion     | Hollandia    | 1 – 0     | NDK              | Eb-selejtező  | -         |                |
| 15.       | 1967. október 4.     | Koppenhága, Idrætsparken Stadion | Dánia        | 3 – 2     | Hollandia        | Eb-selejtező  | -         |                |
| 16.       | 1967. november 1.    | Rotterdam, Feijenoord Stadion    | Hollandia    | 1 – 2     | Jugoszlávia      | barátságos    | -         |                |
| 17.       | 1970. január 14.     | London, Wembley Stadion          | Anglia       | 0 – 0     | Hollandia        | barátságos    | -         |                |
| 18.       | 1970. november 11.   | Drezda, Rudolf Harbig Stadion    | NDK          | 1 – 0     | Hollandia        | Eb-selejtező  | -         | 69'            |
| 19.       | 1970. december 2.    | Amszterdam, Olimpiai Stadion     | Hollandia    | 2 – 0     | Románia          | barátságos    | -         |                |
| 20.       | 1971. február 24.    | Rotterdam, Feijenoord Stadion    | Hollandia    | 6 – 0     | Luxemburg        | Eb-selejtező  | 2         | 53' 80'        |
| 21.       | 1971. április 4.     | Split, Stadion pod Marjanom      | Jugoszlávia  | 2 – 0     | Hollandia        | Eb-selejtező  | -         |                |
| 22.       | 1971. október 10.    | Rotterdam, Feijenoord Stadion    | Hollandia    | 3 – 2     | NDK              | Eb-selejtező  | 2         | 53' 63'        |
| 23.       | 1971. november 17.   | Eindhoven, Philips Sportpark     | Luxemburg    | 0 – 8     | Hollandia        | Eb-selejtező  | 1         | 7'             |
| 24.       | 1971. december 1.    | Amszterdam, Olimpiai Stadion     | Hollandia    | 2 – 1     | Skócia           | barátságos    | -         | 46'            |
| 25.       | 1972. február 16.    | Pireusz, Karaiszkákisz Stadion   | Görögország  | 0 – 5     | Hollandia        | barátságos    | -         |                |
| 26.       | 1972. május 3.       | Rotterdam, Feijenoord Stadion    | Hollandia    | 3 – 0     | Peru             | barátságos    | -         | 68'            |
| 27.       | 1972. november 1.    | Rotterdam, Feijenoord Stadion    | Hollandia    | 9 – 0     | Norvégia         | vb-selejtező  | 1         | 80' (11-esből) |
| 28.       | 1972. november 19.   | Antwerpen, Bosuilstadion         | Belgium      | 0 – 0     | Hollandia        | vb-selejtező  | -         |                |
| 29.       | 1973. március 28.    | Bécs, Práter Stadion             | Ausztria     | 1 – 0     | Hollandia        | barátságos    | -         |                |
| 30.       | 1973. május 2.       | Amszterdam, Olimpiai Stadion     | Hollandia    | 3 – 2     | Spanyolország    | barátságos    | -         |                |
| 31.       | 1973. augusztus 22.  | Amszterdam, Stadion De Meer      | Hollandia    | 5 – 0     | Izland           | vb-selejtező  | -         |                |
| 32.       | 1973. október 10.    | Rotterdam, Feijenoord Stadion    | Hollandia    | 1 – 1     | Lengyelország    | barátságos    | -         | 46'            |
| 33.       | 1974. június 5.      | Rotterdam, Feijenoord Stadion    | Hollandia    | 0 – 0     | Románia          | barátságos    | -         | 77'            |
| 34.       | 1974. június 19.     | Dortmund, Westfalenstadion (FRG) | Hollandia    | 0 – 0     | Svédország       | vb-csoportkör | -         |                |
|           | Összesen             |                                  |              | 34        | mérkőzés         |               | 11        | gól            |